# Wayne Krantz

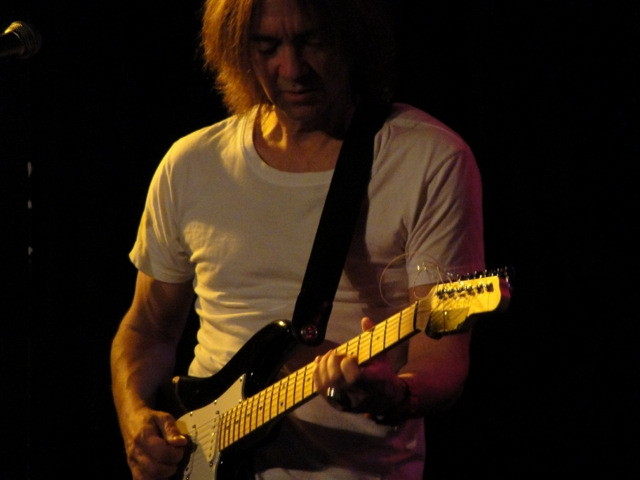
Wayne Krantz

Wayne Krantz (* 26. Juli 1956 in Corvallis, Oregon) ist ein US-amerikanischer Gitarrist. 

## Leben
Krantz arbeitete bei Bands und Musikern wie Steely Dan, Michael Brecker, Billy Cobham und anderen. Seit Anfang der 1990er Jahre nahm er unter eigenem Namen eine Reihe von Alben auf, beginnend mit Signals, das er Mitte 1990 mit Jim Beard, Leni Stern, Hiram Bullock, Anthony Jackson, Dennis Chambers und Don Alias für Enja einspielte. 
Die ersten weiteren Alben hat er im Trio mit dem Bassisten Lincoln Goines und dem Schlagzeuger Zach Danziger aufgenommen, Greenwich Mean und Your Basic Live mit Tim Lefebvre und Keith Carlock. Er hat mehrere Tourneen durch Europa und Asien hinter sich, ist aber meist donnerstags abends in der New Yorker 55 Bar anzutreffen.
In letzter Zeit war Wayne Krantz auf Tour und im Studio mit Chris Potter und bei den Aufnahmesessions für das Album Morph the Cat des Keyboarders und Sängers Donald Fagen beteiligt.
Seit 2013 spielt Krantz mit Michael Landau und Jimmy Herring in der Band The Ringers.

## Stil, Sound und Equipment
Die Musik von Wayne Krantz ist beeinflusst von Jazz und Rock. Er hat einen ganz eigenen Stil entwickelt, bei dem vor allem seine sehr rhythmische Spielweise und die häufige Nutzung von leeren Saiten auffällt. Krantz legt großen Wert auf improvisatorische Freiheit und musikalische Gruppendynamik. Er setzt oft einen Moogerfooger Ringmodulator ein, der seine rhythmische Spielweise noch mehr zur Geltung bringt.
Krantz spielt Gitarren der Stratocaster-Bauweise, darunter eine 1973 Fender Stratocaster, die er 1980 erwarb. In letzter Zeit spielt Krantz eine Studio Elite von James Tyler Guitars und eine Suhr Classic. Krantz benutzt Fender Verstärker und live häufig einen Marshall 2553 Silver Jubilee über eine 2x12-Box.

## Diskografische Hinweise
- Signals (Enja, 1990)
- Long to Be Loose (Enja, 1993)
- 2 Drink Minimum (Enja, 1995)
- Separate Cages (1996) mit Leni Stern
- Greenwich Mean (1997)
- Your Basic Live (2002)
- Howie 61 (2012)
- Write Out Your Head (2020)